# Ширяево поле
Ширя́ево поле — местность на северо-востоке Москвы, расположенная в Восточном административном округе районе Сокольники рядом с одноименным парком между Богородским шоссе, улицей Олений Вал и рекой Яузой.

## История

### Этимология
Поле названо по имени сокола царя Алексея Михайловича — Ширяя. В «Записках о Московии» Сигизмунда Герберштейна, австрийского дипломата XVI века, есть описание охоты в лесу близ Москвы: в один из дней охота у царя не удалась, но ему на помощь пришёл сокольник Семен Ширяев, который предложил попробовать в деле своего нового ловца. Монарху очень понравилась смелая и ловкая птица, которую он назвал в честь сокольника — Ширяем. Ширяй стал любимцем Алексея Михайловича, с которым он неоднократно охотился в окрестностях Москвы. Однажды увлекшись погоней за дичью, птица не успела выйти из пике и погибла, разбившись о землю. Алексей Михайлович велел похоронить сокола на этом месте, и после этого поле было прозвано Ширяевым.
Существует другая версия гибели птицы, по которой царский сокольничий Фома случайно убил Ширяя. За это царь приказал повесить Фому и других сокольничих, не нашедших сокола, а поле назвать в честь погибшей птицы.

### XIX век
До начала XIX века поле продолжало использоваться для соколиной охоты. Также в Сокольниках на поле проводились народные гулянья по поводу коронации Александра I, а позже — Александра II. На Ширяевом поле был построен Храм Тихона Задонского в самом конце Майского просека, который в настоящее время проходит до Богородского шоссе. Первое здание храма по проекту Петра Зыкова было восьмиугольной формы, деревянное, оштукатуренное с белыми колоннами. Строительство храма инициировали полтора десятка городских купцов: на сокольнических дачах они проводили с семьями каждое лето и хотели посещать богослужения рядом с домом. Митрополит Московский Филарет благословил эту затею, и в 1863 году сам освятил новую церковь.
На Ширяевом поле московское купечество 1 мая 1867 года принимало цесаревича Александра с его супругой и Великого князя Владимира Александровича. Для этого приема был построен павильон по проекту Александра Каминского.

### XX век
В двадцатом столетии на Ширяевом поле начали проводиться спортивные праздники и спартакиады, соревнования по различным видам спорта на первенство города и страны. Ещё в 1890 году в этом районе по инициативе Роберта Федоровича Фульды, русского спортивного деятеля немецкого происхождения, была построена первая игровая площадка лаун-тенниса. В 1905 году на этой территории в составе «Сокольнического клуба спорта» была создана первая секция по теннису, прозванная «Ширяевкой». Многие знаменитые теннисисты тренировались здесь: Николай Озеров, Сергей Андреев, Анатолий Волков, Рауза Исланова, Евгения Йзопайтис, Вадим Борисов. В 1970-х годах на поле был сооружен Дворец спортивных игр «Спартак», а в 1971-м на базе секции при ЦУСК «Спартак» организована детско-юношеская теннисная школа, в 1982 году школе было присвоено звание «Специализированная», с этого времени школа получила статус учреждения олимпийского резерва «Спартака» по теннису, единовременно в ней занимается более 150 детей. Под руководством тренеров Ларисы Дмитриевны Преображенской, Святослава Петровича Мирзы, Бориса Собкина, Раузы Мухамеджановны Ислановой, братьев Анатолия и Игоря Филиповичей Волковых, в последние десятилетия были подготовлены теннисисты международного класса: Андрей Чесноков,Игорь Андреев, Анна Курникова, Елена Дементьева, Анастасия Мыскина, Марат и Динара Сафина  и другие. «Ширяевка» считается одним из лучших теннисных центров страны, где ежегодно проводятся юношеские чемпионаты страны и столицы, также соревнования среди теннисистов-ветеранов.

## Современность
Название местности сохранилось в народе, официально в память о поле носят название Большая и Малая Ширяевская улицы, улица Ширяево поле, 2-й Ширяевский переулок.